# Thrymr (měsíc)
Thrymr (vyslovováno /ˈθrɪmər/) je malý měsíc planety Saturn. Byl objeven v roce 2000 vědeckým týmem vedeným John J. Kavelaarsem. Po svém objevu dostal dočasné označení S/2000 S 7. V dubnu 2007 byl nazván po norském bohovi jménem Thrymr. Původní tvar jména byl Thrym, ale 21. ledna 2005 bylo jeho jméno upraveno na současné Thrymr. Dalším jeho názvem je Saturn XXX.
Thrymr patří do skupiny Saturnových měsíců nazvaných Norové.

## Vzhled měsíce
Předpokládá se, že průměr měsíce Thrymr je přibližně 5,6 kilometrů (odvozeno z jeho albeda).

## Oběžná dráha
Thrymr obíhá Saturn po retrográdní dráze v průměrné vzdálenosti 20,8 milionů kilometrů. Oběžná doba je 1120,8 dní.